# Myiarchus cinerascens
El  copetón cenizo (Myiarchus cinerascens), también conocido como papamoscas cenizo , papamoscas garganta ceniza o copetón gorjicenizo (en México), chilero cuelligrís (en Honduras, güis gorgipálido (en Nicaragua) o copetón garganticeniza (en Costa Rica), es una especie de ave paseriforme de la familia Tyrannidae. Es un ave parcialmente migratoria que anida en el oeste y centro oeste de Estados Unidos y en México, también es residente permanente en el suroeste de Estados Unidos y en el oeste de México; migra hacia el sur, hasta el centro de América Central en los inviernos boreales.

## Distribución y hábitat
Anida desde el centro de Washington por todo el oeste y parte del centro oeste de Estados Unidos, hasta el sur de Texas, y por el interior hasta el centro de México, es residente permanente en el sureste de California y suroeste de Arizona, en Baja California y en la costa noroeste de México. Migra hacia el sur por la costa del golfo de México y por la costa del Pacífico de México, Guatemala, El Salvador, Honduras, raramente más al sur hasta Nicaragua y Costa Rica. Ocurre incidentalmente en Canadá y Saint Pierre y Miquelon.
El hábitat preferencial de reproducción de la especie son los matorrales áridos y semiáridos y bosques abiertos, así como los bosques riparios en regiones áridas o semiáridas; ocurre desde el nivel del mar regularmente hasta cerca de los 2000 m de altitud. No se reproduce en áreas costeras o montanas más húmedas y densamente forestadas, pero puede ocurrir en áreas cerca de la costa en laderas y valles interiores más secos. Durante la invernada ocupan ambientes similares, pero más variados, tales como parques, fragmentos boscosos y setos en áreas agriculturadas, oasis riparios en desiertos más estériles, matorrales secundarios y bordes de selvas.

## Sistemática

### Descripción original
La especie M. cinerascens fue descrita por primera vez por el ornitólogo estadounidense George Newbold Lawrence en 1851 bajo el nombre científico Tyrannula cinerascens; su localidad tipo es: «oeste de Texas».

### Etimología
El nombre genérico masculino «Myiarchus» se compone de las palabras del griego «μυια muia, μυιας muias» que significa ‘mosca’, y «αρχος arkhos» que significa ‘jefe’; y el nombre de la especie «cinerascens», en latín tardío significa ‘ceniciento’.

### Taxonomía
Las subespecies se diferencian pobremente por las medidas y coloración del plumaje. La forma descrita Tyrannula mexicana Kaup, 1852, combinación posterior M. cinerascens mexicanus para la población mexicana, es un sinónimo de la nominal.

### Subespecies
Según las clasificaciones del Congreso Ornitológico Internacional (IOC) y Clements Checklist/eBird se reconocen dos subespecies, con su correspondiente distribución geográfica:
- Myiarchus cinerascens cinerascens (Lawrence, 1851) – oeste de Estados Unidos (centro de Washington, Idaho, Wyoming, Colorado, oeste de Texas) al sur hasta el centro de México (noreste de Jalisco, Guanajuato); en los inviernos desde el sur de Estados Unidos hasta Honduras (raramente más al sur), principalmente por la pendiente del Pacífico.
- Myiarchus cinerascens pertinax S.F. Baird, 1860 – sur de Baja California (México).